# هاوارد ۱۲۵۶۱
سیارک ۱۲۵۶۱ (به انگلیسی: 12561 Howard، نامگذاری:1998SX7) دوازده هزار و پانصد و شصت و یکمین سیارک کشف شده‌است که در ۲۰ سپتامبر ۱۹۹۸ کشف شد.
قدر مطلق سیارک برابر ۴۲.۶ است.